# Karin Thissen

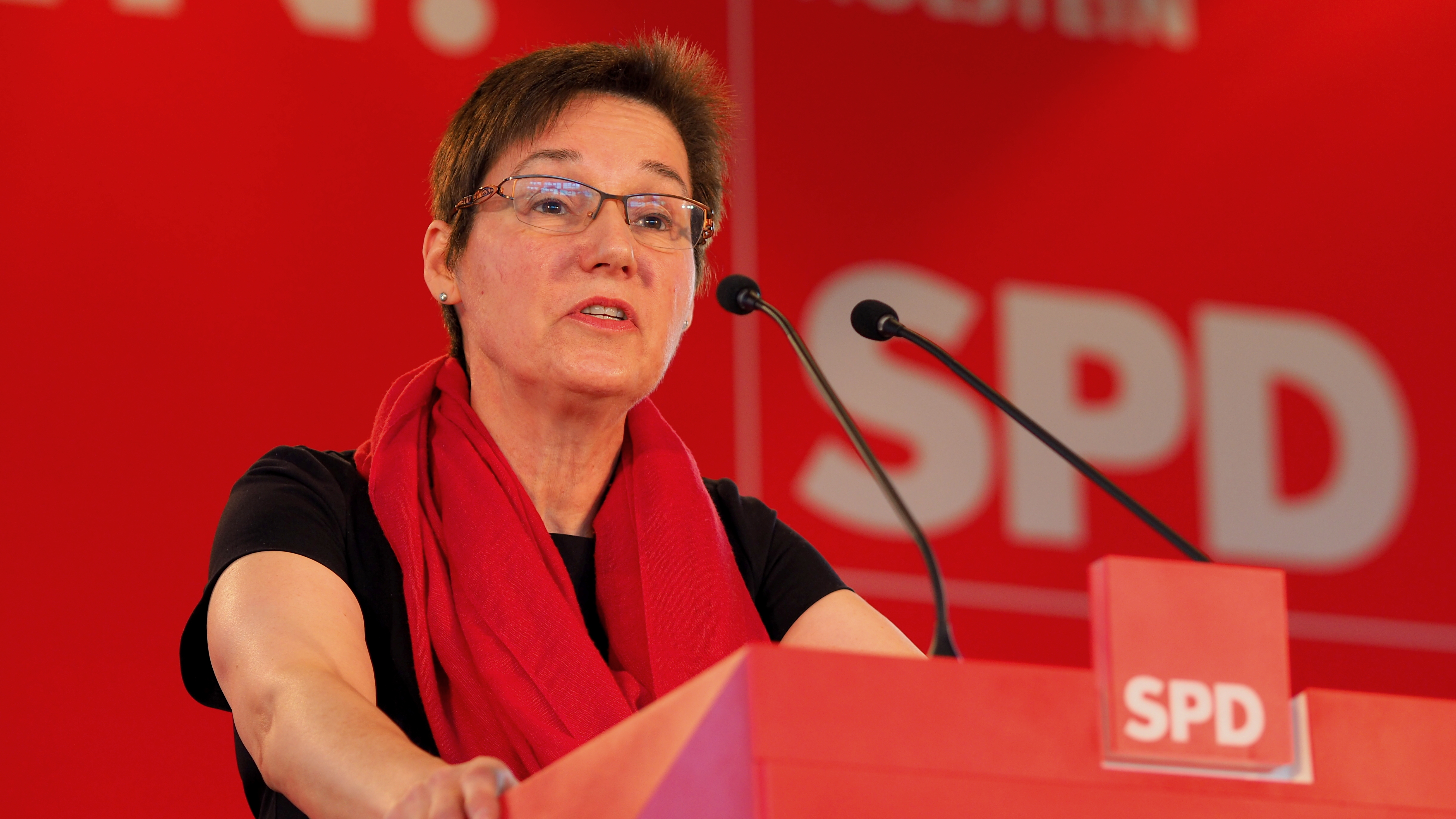
Karin Thissen beim Landesparteitag 2018

Karin Thissen (* 5. Juli 1960 in Neuss) ist eine deutsche Tierärztin und Politikerin (SPD).

## Ausbildung, Beruf und Leben
Nach ihrem Abitur im Jahre 1978 am Helmholtz-Gymnasium Bonn absolvierte sie 1979 ein freiwilliges soziales Jahr. Ab 1981 studierte sie Tiermedizin an der Tierärztlichen Hochschule Hannover und schloss 1987 mit ihrer Approbation ab. 1988 bis 1990 war sie als Assistenztierärztin tätig. 1991 eröffnete sie eine Kleintierpraxis, die sie im Jahr 2002 ausschließlich auf Tierverhaltenstherapie umstellte. Der Erwerb der Zusatzbezeichnung „Verhaltenskunde und -therapie“ folgte 2003 – im Jahr 2008 folgte die Promotion. Von 1993 bis 2015 war sie amtliche Tierärztin bis Februar 2014 im Kreis Steinburg und im Anschluss bis Mai 2015 im Kreis Borken.
Karin Thissen ist verheiratet, hat vier Kinder und lebt in Itzehoe.

## Politik
Von 2008 bis 2014 war sie für die SPD Mitglied der Ratsversammlung Itzehoe.
Von 2013 bis 2015 war Thissen stellvertretende Kreisvorsitzende, bis sie im Mai 2015 den Kreisvorsitz der SPD Steinburg übernahm. Seit 2013 ist sie Mitglied des SPD-Landesparteirats Schleswig-Holstein und stellvertretende Landesvorsitzende der Arbeitsgemeinschaft der Sozialdemokraten im Gesundheitswesen.
2013 war sie Direktkandidatin der SPD Schleswig-Holstein für die Bundestagswahl, unterlag jedoch in ihrem Wahlkreis dem Dägelinger CDU-Politiker Mark Helfrich, der 45,4 Prozent erreichte. Auf Thissen entfielen 34,0 Prozent der Stimmen. Am 21. Mai 2015 rückte sie jedoch für Hans-Peter Bartels in den Bundestag nach, der zum Wehrbeauftragten gewählt wurde. Im Bundestag war sie als ordentliches Mitglied im Ausschuss für Ernährung und Landwirtschaft tätig.
Bei der Bundestagswahl 2017 reichte ihr Landeslistenplatz nicht zum Wiedereinzug in den Deutschen Bundestag aus.

## Mitgliedschaften
- seit 2008 Mitglied der Tierärztlichen Vereinigung für Tierschutz (TVT)[1]
- seit 2010 Ver.di-Mitglied[1]
- seit 2012 Mitglied des Tierärztlichen Forum für verantwortbare Landwirtschaft[1]
- Mitglied der Arbeitsgemeinschaft sozialdemokratischer Frauen[1]